# پژو تیپ ۵۴
پژو تیپ ۵۴ (Peugeot Type 54) خودرویی است که در سال ۱۹۰۳ تولید شده‌است.
طراحی آن خودروهای موتور جلو-محور عقب بوده است.
موتور آن ۶۵۲ سی‌سی است.